# Laura Kenny
Laura Rebecca Kenny, OBE (nascida Trott; Harlow, 24 de abril de 1992) é uma ciclista profissional inglesa, que compete no ciclismo nas modalidades de pista, especialista nas provas de perseguição por equipas e omnium, e estrada. É uma das ciclistas de pista mais vitóriosa da história: quatro vezes campeã olímpica, sete vezes campeã mundial e catorze vezes campeã europeia.
Participou em três Jogos Olímpicos de Verão, obtendo ao todo seis medalhas, duas de ouro em Londres 2012 (nas provas de omnium e de perseguição por equipas), duas de ouro em Rio de Janeiro 2016 (em omnium e em perseguição por equipas) e duas em Tóquio 2020, ouro (madison) e prata (perseguição por equipas).
Ganhou 15 medalhas no Campeonato Mundial de Ciclismo em Pista entre os anos 2011 e 2020, e 18 medalhas no Campeonato Europeu de Ciclismo em Pista entre os anos 2010 e 2020.
Foi nomeada oficial da Ordem do Império Britânico (OBE) no ano 2012 por seus sucessos desportivos, e também é membro do «Hall of Fame» da União Europeia de Ciclismo.

## Biografia
Nasceu um mês antes de tempo de cesareana em Harlow, Essex, em abril de 1992; com um pulmão colapsado, os médicos deram-lhe só meses de vida. Cresceu em Cheshunt, em Hertfordshire, onde assistiu à Escola Turnford. Os médicos aconselharam a seus pais a motivar a Laura a fazer desporto, para ajudar-lhe a regular a respiração. A raiz disto, começou a faze exercício em ciclismo, e progrediu através dos programas de British Cycling, junto com a sua irmã Emma, exciclista profissional.
Laura casou-se com o também ciclista Jason Kenny, também campeão olímpico, em setembro de 2016, passando a competir com o seu nome de casada.

## Medalheiro internacional
| Jogos Olímpicos    | Jogos Olímpicos            | Jogos Olímpicos   | Jogos Olímpicos         |
| Ano                | Lugar                      | Medalha           | Competição              |
| ------------------ | -------------------------- | ----------------- | ----------------------- |
| 2012               | Londres ( Reino Unido)     | Medalha de ouro   | Perseguição por equipas |
| 2012               | Londres ( Reino Unido)     | Medalha de ouro   | Omnium                  |
| 2016               | Rio de Janeiro ( Brasil)   | Medalha de ouro   | Perseguição por equipas |
| 2016               | Rio de Janeiro ( Brasil)   | Medalha de ouro   | Omnium                  |
| 2020               | Tóquio ( Japão)            | Medalha de ouro   | Madison                 |
| 2020               | Tóquio ( Japão)            | Medalha de prata  | Perseguição por equipas |
| Campeonato Mundial |                            |                   |                         |
| Ano                | Lugar                      | Medalha           | Competição              |
| 2011               | Apeldoorn ( Países Baixos) | Medalha de ouro   | Perseguição por equipas |
| 2012               | Melbourne ( Austrália)     | Medalha de ouro   | Perseguição por equipas |
| 2012               | Melbourne ( Austrália)     | Medalha de ouro   | Omnium                  |
| 2013               | Minsk ( Bielorrússia)      | Medalha de ouro   | Perseguição por equipas |
| 2013               | Minsk ( Bielorrússia)      | Medalha de prata  | Omnium                  |
| 2014               | Cali ( Colômbia)           | Medalha de ouro   | Perseguição por equipas |
| 2014               | Cali ( Colômbia)           | Medalha de prata  | Omnium                  |
| 2015               | Saint-Quentin ( França)    | Medalha de prata  | Perseguição por equipas |
| 2015               | Saint-Quentin ( França)    | Medalha de prata  | Omnium                  |
| 2016               | Londres ( Reino Unido)     | Medalha de ouro   | Scratch                 |
| 2016               | Londres ( Reino Unido)     | Medalha de ouro   | Omnium                  |
| 2016               | Londres ( Reino Unido)     | Medalha de bronze | Perseguição por equipas |
| 2018               | Apeldoorn ( Países Baixos) | Medalha de prata  | Perseguição por equipas |
| 2019               | Pruszków ( Polónia)        | Medalha de prata  | Perseguição por equipas |
| 2020               | Berlim ( Alemanha)         | Medalha de prata  | Perseguição por equipas |
| Campeonato Europeu |                            |                   |                         |
| Ano                | Lugar                      | Medalha           | Competição              |
| 2010               | Pruszków ( Polónia)        | Medalha de ouro   | Perseguição por equipas |
| 2011               | Apeldoorn ( Países Baixos) | Medalha de ouro   | Perseguição por equipas |
| 2011               | Apeldoorn ( Países Baixos) | Medalha de ouro   | Omnium                  |
| 2013               | Apeldoorn ( Países Baixos) | Medalha de ouro   | Perseguição por equipas |
| 2013               | Apeldoorn ( Países Baixos) | Medalha de ouro   | Omnium                  |
| 2014               | Baie-Mahault ( França)     | Medalha de ouro   | Perseguição por equipas |
| 2014               | Baie-Mahault ( França)     | Medalha de ouro   | Omnium                  |
| 2015               | Grenchen ( Suíça )         | Medalha de ouro   | Perseguição por equipas |
| 2015               | Grenchen ( Suíça )         | Medalha de ouro   | Scratch                 |
| 2015               | Grenchen ( Suíça )         | Medalha de ouro   | Omnium                  |
| 2018               | Glasgow ( Reino Unido)     | Medalha de ouro   | Perseguição por equipas |
| 2018               | Glasgow ( Reino Unido)     | Medalha de ouro   | Eliminação              |
| 2019               | Apeldoorn ( Países Baixos) | Medalha de ouro   | Perseguição por equipas |
| 2019               | Apeldoorn ( Países Baixos) | Medalha de prata  | Omnium                  |
| 2019               | Apeldoorn ( Países Baixos) | Medalha de prata  | Madison                 |
| 2020               | Plovdiv ( Bulgária)        | Medalha de ouro   | Perseguição por equipas |
| 2020               | Plovdiv ( Bulgária)        | Medalha de prata  | Omnium                  |
| 2020               | Plovdiv ( Bulgária)        | Medalha de bronze | Madison                 |

## Palmarés

### Pista
- 2008
  - 3.ª no Campeonato Britânico de pista em modalidade de Sprint, em categoria Júnior.

- 2009
  - 2.ª no Campeonato Britânico de ciclismo de estrada.
  - Campeonato Britânico de pista em modalidade de Perseguição, em categoria Júnior.
  - Campeonato Britânico de pista em modalidade Corrida por pontos, em categoria Júnior.
  - 2.ª no Campeonato Britânico de pista em modalidade de 500 metros contrarrelógio, em categoria Júnior.
  - 3.ª no Campeonato Britânico de pista em modalidade de Madison, empatada com Hannah Mayho.

- 2010
  - Campeonato Europeu de Ciclismo em Pista em modalidade de Perseguição.
  - Campeonato Britânico de pista em modalidade Derny.
  - 3.ª no Campeonato Britânico de pista em modalidade de Perseguição.
  - Campeonato Britânico de pista em modalidade de Perseguição, em categoria junior.
  - Campeonato Britânico de pista em modalidade de 500 metros contrarrelógio, em categoria Junior.
  - 2.ª no Campeonato Britânico de pista em modalidade Corrida por pontos, em categoria Junior.
  - 2.ª no Campeonato Britânico de pista em modalidade de Scratch, em categoria Júnior.

- 2011
  - Campeonato Mundial de Perseguição por equipas  
  - Campeonato Europeu de Perseguição por equipas 
  - Campeonato Europeu de Omnium

- 2012
  - Campeonato Olímpico em Perseguição por equipas 
  - Campeonato Olímpico em Omnium 
  - Campeonato Mundial de Perseguição por equipas  
  - Campeonato Mundial de Omnium

- 2013
  - Campeonato Mundial de Perseguição por equipas  
  - 2.ª no Campeonato Mundial de Omnium 
  - Campeonato Europeu de Perseguição por equipas 
  - Campeonato Europeu de Omnium

- 2014
  - Campeonato Mundial de Perseguição por equipas  
  - 2.ª no Campeonato Mundial de Omnium 
  - Campeonato Europeu de Perseguição por equipas 
  - Campeonato Europeu de Omnium

- 2015
  - 2.ª no Campeonato Mundial de Perseguição por equipas 
  - 2.ª no Campeonato Mundial de Omnium 
  - Campeonato Europeu de Perseguição por equipas 
  - Campeonato Europeu de Omnium 
  - Campeonato Europeu de Scratch

- 2016
  - Campeonato Mundial de Scratch  
  - Campeonato Mundial de Omnium  
  - 3.ª no Campeonato Mundial Perseguição por Equipas 
  - Campeonato Olímpico em Omnium 
  - Campeonato Olímpico em Perseguição por equipas

### Estrada
- 2013
  - 2.ª no Campeonato do Reino Unido em Estrada

- 2014
  - Campeonato do Reino Unido em Estrada

- 2015
  - 3.ª no Campeonato do Reino Unido em Estrada